# Első Khuen-Héderváry-kormány

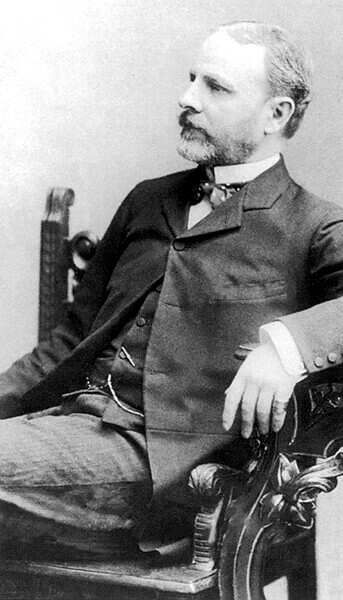
Khuen-Héderváry Károly 1903 körül

Az Első Khuen-Héderváry-kormány alig több mint négy hónapig volt hivatalban, 1903. június 27-e és 1903. november 3-a között Khuen-Héderváry Károly vezetésével, aki miniszterelnöki kinevezése miatt július 1-jei hatállyal lemondott az általa 1883 óta betöltött horvát báni tisztségről.

## Története

### Előzményei
Mivel a Széll-kabinetnek az ellenzék obstrukciója miatt nem sikerült elfogadtatni az 1903. évi költségvetést, az emiatt felállt ex lex állapot elhalasztásra kényszerítette az új horvát-magyar kereskedelmi egyezség aláírását. A helyzet kereskedelmi szempontból erősen hátrányosan érintette a horvátokat, akik az amúgy is nyomasztó viszonyok, illetve a helyi ellenzék amúgy is erős féken tartása miatt nyílt elégedetlenségbe kezdtek. Ez áprilisban elsősorban az államvasutak épületein található magyar címerek, feliratok és táblák megrongálásában, leverésében csúcsosodott ki. Az emiatt Khuen-Héderváry horvát bán által bevezetett ostromállapot sem sokat javított a helyzeten.

### Kormányon
Széll kényszerű lemondása után Khuen-Héderváry kapta a feladatot, hogy a helyzetet megoldja. Ugyan eleinte a horvátországihoz hasonló megoldástól tartottak (ott több ellenzéki képviselőt le is tartóztattak), itt inkább tárgyalásos úton próbálta rendezni az ügyet. Ugyan sikerült az ekkoriban még meglehetősen tagolt, szétesett Függetlenségi és Negyvennyolcas Párt vezetőségével (Kossuth Ferenc) megegyezni, a többi függetlenségi és egyéb ellenzéki pártok továbbra is minden lehetséges törvényi úton-módon akadályozták a parlament munkáját.
A kormány alig egy hónappal a beiktatása után máris komoly krízist élt át; július 29-én Papp Zoltán függetlenségi párti képviselő 10 000 koronát tett le a Ház asztalára azzal a megjegyzéssel, hogy ezzel akarták megvesztegetni az obstrukció leszerelésére (Papp az obstrukció egyik vezéralakja volt). Az ennek kivizsgálására felállított parlamenti vizsgálóbizottság Khuen-Héderváryt is kihallgatta, de rá nem talált kompromittáló dolgot. Az viszont kiderült, hogy a pénzt Dienes Márton volt országgyűlési képviselő adta az akkor hivatalban lévő Szapáry László fiumei kormányzó megbízásából és valóban ilyen céllal. Dienes a vizsgálat alatt külföldre szökött, Szapáry pedig lemondani kényszerült, de Khuen-Héderváry is, mivel az üggyel kapcsolatban képviselt álláspontja tarthatatlanná vált. Augusztus 8-án nyújtotta be lemondását a királyhoz, aki azonban ezt nem fogadta el, s szeptember 22-i hatállyal ismét őt nevezte ki miniszterelnökké.
A helyzetet közben bonyolította, hogy szeptember 16-án a közös hadsereggel kapcsolatos magyar hadügyi kötelezettségek csökkentésének kérelme kapcsán (ami bizonyos mértékben korlátozta is volna a mindenkori legfelsőbb hadúr jogköreit is) a galíciai Chlopy községben (ma Ukrajna horodoki járásában van) Ferenc József, a közös hadsereg feje ezt a kiegyezésre hivatkozva hadiparancsban utasította vissza. A magyarországi reakciókat látva a koronaherceg ugyan igyekezett tompítani nyilatkozata élén, de tartalmát nem változtatta meg. Kicsit később Ernest von Koerber osztrák miniszterelnök Magyarország jogait lekicsinylő beszédet mondott, aminek napirendre tűzése elleni tiltakozásul Khuen-Héderváry ismét benyújtotta lemondását, amit Ferenc József november 3-i hatállyal el is fogadott. Khuen-Héderváry az őt követő első Tisza István-kormányban is miniszter lett (a király személye körüli miniszter), igaz nem azonnal, csak kerek négy hónappal később, 1904. március 3-án.

### A bukás következményei
A kabinet bukásával továbbra is fennálló lehetetlen állapotok ekkor megnyitották az utat a kemény kezű Tisza Istvánnak. Tisza erőszakos, a szabályokat nem egyszer áthágó politizálása, elképzeléseinek gyakorta bármi áron történt keresztülvitele (pl „zsebkendőszavazás”) a közjogi problémákat ugyan megoldották, viszont példátlan módon polarizálták a közvéleményt, illetve az 1905-ös választásokra tökéletes egységfrontba tömörítették az ellenzéket, ami Szövetkezett Ellenzék néven meg is nyerte azt, kirobbantva az 1905–1906-os magyarországi belpolitikai válságot.

## A kormány tagjai
| Név                                                                   | hivatal kezdete                                                       | hivatal vége                                                          | párt/szervezet                                                        | megjegyzés                                                            |
| Miniszterelnök, belügyminiszter és a király személye körüli miniszter | Miniszterelnök, belügyminiszter és a király személye körüli miniszter | Miniszterelnök, belügyminiszter és a király személye körüli miniszter | Miniszterelnök, belügyminiszter és a király személye körüli miniszter | Miniszterelnök, belügyminiszter és a király személye körüli miniszter |
| --------------------------------------------------------------------- | --------------------------------------------------------------------- | --------------------------------------------------------------------- | --------------------------------------------------------------------- | --------------------------------------------------------------------- |
| Khuen-Héderváry Károly                                                | 1903. június 27.                                                      | 1903. november 3.                                                     | Szabadelvű Párt                                                       | augusztus 8-a és szeptember 22-e között ügyvezető miniszterelnök      |
| Pénzügyminiszter                                                      |                                                                       |                                                                       |                                                                       |                                                                       |
| Lukács László                                                         | 1903. június 27.                                                      | 1903. november 3.                                                     | Szabadelvű Párt                                                       |                                                                       |
| Igazságügy-miniszter                                                  |                                                                       |                                                                       |                                                                       |                                                                       |
| Plósz Sándor                                                          | 1903. június 27.                                                      | 1903. november 3.                                                     | Szabadelvű Párt                                                       |                                                                       |
| Honvédelmi miniszter                                                  |                                                                       |                                                                       |                                                                       |                                                                       |
| Kolossváry Dezső                                                      | 1903. június 27.                                                      | 1903. november 3.                                                     | pártonkívüli                                                          |                                                                       |
| Vallás- és közoktatásügyi miniszter                                   |                                                                       |                                                                       |                                                                       |                                                                       |
| Wlassics Gyula                                                        | 1903. június 27.                                                      | 1903. november 3.                                                     | Szabadelvű Párt                                                       |                                                                       |
| Földmívelésügyi miniszter                                             |                                                                       |                                                                       |                                                                       |                                                                       |
| Darányi Ignác                                                         | 1903. június 27.                                                      | 1903. november 3.                                                     | Szabadelvű Párt                                                       |                                                                       |
| Kereskedelemügyi miniszter                                            |                                                                       |                                                                       |                                                                       |                                                                       |
| Láng Lajos                                                            | 1903. június 27.                                                      | 1903. november 3.                                                     | Szabadelvű Párt                                                       |                                                                       |
| Horvát-szlavón-dalmát tárca nélküli miniszter                         |                                                                       |                                                                       |                                                                       |                                                                       |
| Tomassich Miklós                                                      | 1903. június 27.                                                      | 1903. november 3.                                                     | Horvát Nemzeti Párt                                                   |                                                                       |